# Réseau de laboratoires diagnostiques vétérinaires
Le Réseau VETLAB ou Réseau de laboratoires diagnostiques vétérinaires est un réseau de laboratoires nationaux vétérinaires qui s'associent pour coopérer afin de mieux maitriser les zoonoses susceptibles d'évoluer en pandémies ou de gravement affecter les élevages dans le monde. VETLAB ne doit pas être confondu avec VetLab (nom VetLab du laboratoire vétérinaire de l'Australie du sud. 

## Histoire
Initialement créé pour les pays d’Afrique et d’Asie, il rassemblait en 2015 32 laboratoires vétérinaires nationaux en Afrique et 17 en Asie. En 2020, il doit encore s'étendre en Europe de l'Ouest et du centre, dans les Caraïbes et en Amérique latine.
L'AIEA via sa section Production et santé animales, dans le cadre d'un Programme conjoint FAO/AIEA pour les techniques nucléaires dans l'alimentation et l'agriculture soutien ce réseau, pour notamment développer une surveillance écoépidémiologique constante à l'interface animal-humain. Ceci nécessite des moyens adéquats (précoces, rapides et efficaces) de diagnostic (sérologique,  moléculaire et de séquençage génétique) ainsi que de surveillance ; avant que des agents pathogènes deviennent des maladies émergentes ». L'AIEA s'est associé à la FAO pour développer ce type de moyens. 

## Missions
VETLAB doit aider les États-Membres du réseau « à améliorer les capacités de leurs laboratoires nationaux en matière de détection précoce et de contrôle des maladies animales et des zoonoses transfrontières »
Dans une approche One Health (fortement recommandée par L'OMS et l'OIE depuis quelques années) le « réseau VETLAB » doit ainsi contribuer à mieux protéger le bétail et la santé publique

## Maladies ciblées (en 2020)
- peste des petits ruminants, virose proche de la peste bovine, touchant surtout les chèvres et moutons[4],[5] ;
- peste porcine africaine ;
- grippe aviaire hautement pathogène ;
- Ebola ;
- fièvre de la vallée du Rift ;
- dermatose nodulaire contagieuse.